# 에디 베더
에디 베더(Eddie Vedder, 1964년 12월 23일 ~ )는 미국의 록 밴드 펄 잼의 가수이자 기타 연주자이다.